# Sortosville-en-Beaumont
Sortosville-en-Beaumont és un municipi francès situat al departament de la Manche i a la regió de Normandia. L'any 2020 tenia 311 habitants.

## Demografia

### Població
El 2007 la població de fet de Sortosville-en-Beaumont era de 311 persones. Hi havia 124 famílies de les quals 40 eren unipersonals (24 homes vivint sols i 16 dones vivint soles), 32 parelles sense fills, 44 parelles amb fills i 8 famílies monoparentals amb fills.
La població ha evolucionat segons el següent gràfic:
Habitants censats

### Habitatges
El 2007 hi havia 162 habitatges, 130 eren l'habitatge principal de la família, 21 eren segones residències i 11 estaven desocupats. 156 eren cases i 5 eren apartaments. Dels 130 habitatges principals, 106 estaven ocupats pels seus propietaris, 19 estaven llogats i ocupats pels llogaters i 5 estaven cedits a títol gratuït; 1 tenia una cambra, 4 en tenien dues, 15 en tenien tres, 39 en tenien quatre i 71 en tenien cinc o més. 93 habitatges disposaven pel capbaix d'una plaça de pàrquing. A 63 habitatges hi havia un automòbil i a 53 n'hi havia dos o més.

### Piràmide de població
La piràmide de població per edats i sexe el 2009 era:
| Homes | Edats   | Dones |
| ----- | ------- | ----- |
| 0     | 95 o +  | 0     |
| 0     | 90 a 94 | 8     |
| 0     | 85 a 89 | 8     |
| 0     | 80 a 84 | 8     |
| 8     | 75 a 79 | 4     |
| 16    | 70 a 74 | 8     |
| 12    | 65 a 69 | 8     |
| 12    | 60 a 64 | 12    |
| 4     | 55 a 59 | 16    |
| 16    | 50 a 54 | 8     |
| 4     | 45 a 49 | 12    |
| 16    | 40 a 44 | 4     |
| 12    | 35 a 39 | 8     |
| 12    | 30 a 34 | 12    |
| 8     | 25 a 29 | 12    |
| 16    | 20 a 24 | 4     |
| 4     | 15 a 19 | 16    |
| 4     | 10 a 14 | 12    |
| 12    | 5 a 9   | 4     |
| 16    | 0 a 4   | 8     |

## Economia
El 2007 la població en edat de treballar era de 165 persones, 116 eren actives i 49 eren inactives. De les 116 persones actives 104 estaven ocupades (64 homes i 40 dones) i 12 estaven aturades (3 homes i 9 dones). De les 49 persones inactives 23 estaven jubilades, 8 estaven estudiant i 18 estaven classificades com a «altres inactius».

### Ingressos
El 2009 a Sortosville-en-Beaumont hi havia 134 unitats fiscals que integraven 317,5 persones, la mediana anual d'ingressos fiscals per persona era de 14.665 €.

### Activitats econòmiques
Dels 7 establiments que hi havia el 2007, 2 eren d'empreses extractives, 1 d'una empresa alimentària, 1 d'una empresa de construcció, 1 d'una empresa de comerç i reparació d'automòbils, 1 d'una empresa d'hostatgeria i restauració i 1 d'una empresa classificada com a «altres activitats de serveis».
Dels 2 establiments de servei als particulars que hi havia el 2009, 1 era una fusteria i 1 restaurant.
L'any 2000 a Sortosville-en-Beaumont hi havia 32 explotacions agrícoles que ocupaven un total de 715 hectàrees.

## Poblacions més properes
El següent diagrama mostra les poblacions més properes.